# 五百田達成
五百田 達成（いおた たつなり、1973年 - ）は、日本の著作家・心理カウンセラー。米国CCE, Inc.認定 GCDFキャリアカウンセラー。
角川書店・博報堂・博報堂生活総合研究所を経て、現在は「コミュニケーション心理」「職場の人間関係」「社会変化と男女」を主なテーマとして執筆や講演を行う。
著書に、「不機嫌な長男･長女 無責任な末っ子たち 『きょうだい型』性格分析＆コミュニケーション」（ディスカヴァー・トゥエンティワン）、「察しない男 説明しない女　男に通じる話し方 女に伝わる話し方」（ディスカヴァー・トゥエンティワン）、「特定の人としかうまく付き合えないのは、結局、あなたの心が冷めているからだ」（クロスメディア・パブリッシング）など多数。

## 人物
- 歌人の枡野浩一は角川書店時代に編集担当をしていた間柄。

## 経歴
東京都出身。1992年  栄光学園高等学校卒業。1996年  東京大学教養学部アメリカ科卒業。
1996年  角川書店入社。編集者として雑誌・書籍編集に携わる。
2002年  博報堂入社。プランナーとしてプランニング・コピーライティングを手がける。博報堂生活総合研究所研究員。
2007年  独立し、五百田達成事務所を設立。米国CCE Inc,認定 GCDFキャリアカウンセラー。

## 作品
- 『眠れなくなるほど面白い 図解 語彙力の話』（日本文芸社,2024年11月）
- 『セックスちゃん（３）』（ジーオーティー,2024年7月）
- 『話し方で老害になる人 尊敬される人』（ディスカヴァー・トゥエンティワン,2024年6月）
- 『嫌われずに言い返す技術』（リベラル社,2024年6月）
- 『セックスちゃん（2）』（ジーオーティー,2024年1月）
- 『刃牙に学ぶ 地上最強四字熟語』（Gakken,2023年11月）
- 『セックスちゃん（1）』（ジーオーティー,2023年9月）
- 『10歳までに身につけたい 自分の気持ちを上手に伝える ことばの魔法図鑑』（ディスカヴァー・トゥエンティワン,2023年8月）
- 『察しない男 説明しない女』（ディスカヴァー・トゥエンティワン,2023年4月）
- 『話し方で損する人 得する人』（ディスカヴァー・トゥエンティワン,2022年7月）
- 『部下 後輩 年下との話し方』（ディスカヴァー・トゥエンティワン,2022年5月）
- 『超 話し方図鑑 思いどおりに人を動かす! 誰からも好かれる!』（飛鳥新社,2021年11月）
- 『繊細な人 鈍感な人 無神経なひと言に振り回されない40の考え方』（PHP研究所,2021年8月）
- 『社内外を味方につける コミュニケーション入門』（note,2021年4月）
- 『気弱さんのための言いにくいモノの言い方』（主婦の友社,2021年3月）
- 『不機嫌な妻 無関心な夫』（ディスカヴァー・トゥエンティワン,2020年11月）
- 『超雑談力』（ディスカヴァー・トゥエンティワン,2019年12月）
- 『「言い返す」技術』（徳間書店,2019年5月）
- 『話し方で損する人 得する人』（ディスカヴァー・トゥエンティワン,2018年8月）
- 『あの人との距離が意外と縮まる うまい呼び方』（サンマーク出版,2018年4月）
- 『"生まれ順"でまるわかり!  長子ってこんな性格。』（ディスカヴァー・トゥエンティワン,2017年11月）
- 『"生まれ順"でまるわかり!  一人っ子ってこんな性格。』（ディスカヴァー・トゥエンティワン,2017年11月）
- 『"生まれ順"でまるわかり!  末っ子ってこんな性格。』（ディスカヴァー・トゥエンティワン,2017年11月）
- 『"生まれ順"でまるわかり!  中間子ってこんな性格。』（ディスカヴァー・トゥエンティワン,2017年11月）
- 『不機嫌な長男･長女 無責任な末っ子たち 『きょうだい型』性格分析＆コミュニケーション』（ディスカヴァー・トゥエンティワン,2016年11月）
- 『図解 察しない男 説明しない女』（ディスカヴァー・トゥエンティワン,2016年10月）
- 『特定の人としかうまく付き合えないのは、結局、あなたの心が冷めているからだ』（新潮文庫,2016年9月）
- 『退屈な日常を変える　偉人教室』（文響社,2016年1月）
- 『アラン先生と不幸な8人』（ワニブックス,2015年10月）
- 『「察しない男」と「説明しない女」のモメない会話術』（ディスカヴァー・トゥエンティワン,2015年8月）
- 『なんで水には色がないの? 大人も知らない世の中の仕組み』（文響社,2014年11月）
- 『察しない男 説明しない女　男に通じる話し方 女に伝わる話し方』（ディスカヴァー・トゥエンティワン,2014年7月）
- 『戦略的、めんどうな人の動かし方』（クロスメディア・パブリッシング,2014年6月）
- 『実はあなたもやっている!? ウザい話し方』（PHP研究所,2014年1月）
- 『結婚できないのはママのせい?』（阪急コミュニケーションズ,2013年9月）
- 『今すぐ「グズな心」をやっつける方法』（三笠書房,2013年9月）
- 『子猫と権力と×××　あなたの弱点を発表します』（クロスメディア・パブリッシング,2013年3月）
- 『フェイスブックで「気疲れ」しない人づきあいの技術』（フォレスト出版,2012年10月）
- 『特定の人としかうまく付き合えないのは、結局、あなたの心が冷めているからだ』（クロスメディア・パブリッシング,2012年6月）
- 『一瞬で幸せ本能がめざめる　心のゆるめかた』（中経出版,2011年9月）
- 『「2回目のない女」を卒業します!』（メディアファクトリー,2010年9月）
- 『黒リッチってなんですか？』（山本貴代、冨永直基、原田曜平と共著）（集英社,2007年4月）

## 連載
- Yahoo!ニュース　エキスパート
- 日経ビジネスアソシエ「男と女の"言い分"な関係」
- 東洋経済オンライン「最新・職場の心理学 女と男の探り合い」
- 東洋経済オンライン「仕事は人付き合いが9割！」
- ローリエ（excite）
- 時事恋愛（日経ウーマンオンライン）

## 出演

### テレビ
- 『ひるおび』（TBS、2025年4月8日放送）
- 『千鳥かまいたちアワー』（日本テレビ、2024年3月30日、6月1日、9月7日放送）
- 『これやっちゃってない？他人事じゃないハナシ』（TBS、2024年2月19日、2月26日放送）
- 『ノンストップ！』（フジテレビ、2023年11月17日、2020年12月11日放送）
- 『ヒルナンデス!』（日本テレビ、2023年6月21日放送）
- 『アサデス。』（KBC、2022年11月22日放送）
- 『あさイチ』（NHK、2022年3月16日放送）
- 『思い込みリセット～発見！巷のファクトフルネス～』（BSテレ東、2021年12月31日放送）
- 『報道ランナー』（カンテレ、2021年2月11日放送）
- 『この差って何ですか？』（TBS、2020年3月31日、2019年7月30日、10月8日、11月19日、2018年7月10日、2017年1月24日、5月2日、5月9日、8月15日、11月7日、12月26日放送）
- 『ゴゴスマ～GOGO！Smile！』（TBS、2019年11月5日放送）
- 『モーニングCROSS』（TOKYO MX、2018年6月5日、8月10日、11月13日放送）
- 『ごごナマ』（NHK、2017年3月3日、5月8日、6月9日放送）
- 『よ～いドン! サタデー』（関西テレビ放送、2017年2月11日、2月18日放送）
- 『妻と夫のネホリハホリ～完璧な夫婦はありえない！？～』（テレビ東京、2016年7月11日放送、7月18日放送）
- 『大人のしがらみ劇場　絶体絶命アンサー』（朝日放送、2016年7月16日放送）
- スッキリ!!（日本テレビ、2015年3月30日 - ） - 月曜コメンテーター[1]
- 『ネプリーグ』（フジテレビ、2015年7月13日放送、2015年9月21日放送、2015年12月7日放送）
- 『Rの法則』（NHK、2015年3月12日放送）
- キュレーションtv ルーズベルト（BS朝日、2014年12月1日、12月2日、2015年1月12日、1月13日、1月14日） - メインMC
- 私の何がイケないの?（TBS、2011年10月20日 - 2012年3月） - レギュラー出演
- 『オトナへのトビラTV』（NHK、2014年10月23日放送）
- 『ヒットの秘密』（テレビ東京、2013年8月4日、2013年10月6日放送）
- 『解決！ナイナイアンサー』（日本テレビ、2013年5月7日、2013年8月13日放送）
- フランス公共放送　紀行大型番組「地球大散策 ECHAPPEES BELLES ～現代と伝統が交差する巨大都市・東京～」 (2012年9月放送）
- 『極嬢ヂカラプレミアム』（テレビ東京、2012年6月5日、8月14日、8月21日放送）
- 『スパニチ!! 私の何がイケないの?』（TBS、2011年5月4日放送）
- 『映画『ゴースト』が語りかける現代の愛のカタチ』（日本テレビ『NEWS ZERO』、2010年11月6日放送）

### ラジオ
- 『あなたとハッピー！』（ニッポン放送、2021年12月28日放送）
- 『高橋みなみの「これから、何する？」』（TOKYO FM、2019年1月16日放送）
- 『ロンドンブーツ1号2号田村淳のNewsCLUB』（文化放送、2018年9月29日放送）
- 『ごごラジ！』（NHK、2017年4月3日放送）
- 『TOKYO MORNING RADIO』（J-WAVE、2017年2月7日放送）
- 『SMILE ON SUNDAY』（J-WAVE、2015年2月15日放送）
- 『アポロン』（TOKYO FM、2014年11月26日放送）
- 『CURIOUS WALKING 2』（J-WAVE、2014年11月24日放送）
- 『RADIPEDIA』（J-WAVE、2014年7月8日放送）
- 『GOLD RUSH』（J-WAVE、2013年12月13日放送）
- 『TOKYO MORNING RADIO』（J-WAVE、2013年4月25日放送）

## コメント
- 『経営法談』（会社法務AtoZ,2015年2月号）
- 『あなたは大丈夫!? 職場のウザい人図鑑』（THE21 ,2015年2月号）
- 『仕事に役立つ歴史の知恵2015「女性活躍史」』（プレジデント,2015年1月12日号）
- 『仕事の9割は「根回し」で決まる!』（BIG tomorrow,2015年1月号、2月号、3月号）
- 『脈アリor脈ナシ　男子のリプ仕分け』（Seventeen,2014年12月号）
- 『愛されたがりの「いい人」たち　ナイスガイシンドローム』（プレジデント ,2014年11月17日号）
- 『ananお仕事コミュニケーション委員会』（アンアン,2014年10月22日号）
- 『あなたがバカに見える言動20』（プレジデント ,2014年11月3日号）
- 『2014年度版 男のホンネ翻訳辞典』（non-no,2014年8月号）
- 『プロポーズしない彼のトリセツ』（steady.,2014年7月号）
- 『話には聞くけど何をすればいいの? ビジネスに必須「根回し」のやり方』（R22,2014年2月27日号）
- 『僕たちが結婚を決めた理由・決められない理由』（with,2014年4月号）
- 『仕事に効く映画&ドラマ 働く女性の心理「この道でいいの?」』（日経ビジネスアソシエ,2014年1月号）
- 『社外メンターはネオ上司』（AERA,2013年11月18日号）
- 『カノジョは面倒?「草食男子」ここまで』（毎日新聞夕刊,2013年10月10日）
- 『激変! 妻にするならこんな人』（AneCan,2013年11月号）
- 『さとり世代男子は「早く結婚したい!」』（女性セブン,2013年10月17日号）
- 『いま結婚したい男たちが増えています。』（アンアン,2013年10月2日号）
- 『女性心理がわからなければ仕事はうまくいかない!』（BIG tomorrow,2013年10月号）
- 『金麦には男の理想と妄想がつまってる!?』（CLASSY.,2013年9月号）
- 『オトナの恋の育て方』（アンアン,2013年7月3日号）
- 『ラストシンデレラのようにもう一度恋をする!』（InRed増刊,2013年5月21日）
- 『テキトーだっていいじゃないか　おじさんだもの』（東京スポーツ,2013年5月8日）
- 『開講　会話美人になる習慣　「聞き方上手」養成塾』（OZplus,2013年5月号）
- 『東京・大阪の本当に信頼できるカウンセラー20人』（アンアン ,2013年3月13日号）
- 『究明! 職場の怖すぎる深層心理学　女の視線、男の視線』（プレジデント ,2012年12月17日号）
- 『男の本音で斬る!! 30代女子、結婚への道』（InRed ,2012年11月号）
- 『打たれ強くなる技術』（THE21 ,2012年11月号）
- 『理想の人と出会うなら夜より朝の婚活』（東京ウォーカー ,2012年9月18日号）
- 『結婚できる女になるための心理学的なアプローチ』（ELLE JAPON ,2012年10月号）
- 『婚活疲れ女子現象』（Domani ,2012年9月号）
- 『ナゾ行動から見る男子のホンネ』（OZplus,2012年9月号）
- 『達人のこだわり』（NIKKEIプラスワン ,2012年4月7日）
- 『惚れさせ髪の条件』（ビーズアップ ,2012年2月号）
- 『2サムデートの心得』（Regina,2012年初夏号）
- 『ダメ習慣の直し方』（OZplus,2012年7月号）
- 『大人恋愛のルール』（女性向けファッション雑誌 an・an,2011年10月19日号）
- 『仕事 VS. 恋愛、両立させるには?』（シティリビング,2011年7月15日号）
- 『いい恋・ダメな恋』（女性向けファッション雑誌 an・an,2011年4月20日号）
- 『働く女性600人の恋愛リアル白書』（日経ウーマン,2011年6月号）
- 『幸せになる結婚の新条件』（日経ウーマン,2010年7月号）
- 『「女の転機」の作り方&生かし方』（日経ウーマン,2010年6月号）
- 『働く女性1200人のリアル恋愛白書』（日経ウーマン,2010年3月号）
- 『午前2時に電話をしてしまう私 なぜあの男に電話したのか』（AERA,2009年11月23日号）
- 『OLも新宿2丁目もハマった セックス・アンド・ザ・シティから学ぶこと』（週刊新潮,2010年6月24日号）
- 『オトコという生き物』（シティリビング,2011年1月28日号）
- 『2回目のないオンナ」を卒業します!』（GLITTER,2011年1月号）
- 『女子と出産』（山本貴代・著）（日本経済新聞出版社,2010年2月23日）